# Хунтайджи
Хунтайджи (монг. хунтайж?, ᠬᠣᠨᠲᠠᠢᠢᠵᠢ?, также монг. хуантайз?, ᠬᠣᠸᠠᠩ
ᠲᠠᠢᠢᠽᠢ?; кит. 皇太子; «хан тайджи»), также хунтайчжи, контайша, контайчи — титул крупных феодалов в Монголии с XIV века.
Этот титул носили потомки Чингисхана, владевшие территориальными доменами, например Гэрсэндзэ-Джалаир-хунтайджи, правитель Северной Халхи. Потомки же братьев Чингисхана с территориальными доменами носили титул «ван», например Унуболад-ван, потомок Хасара.
В середине XVII века основатель Джунгарского ханства, хотя и не чингисид, также носил титул Батур-хунтайджи после того, как титул был пожалован ему Далай-ламой V. Впоследствии титул унаследовали его потомки, являющиеся правителями Джунгарии.